# دیمیتریوس دریواس
دیمیتریوس دریواس (یونانی: DΔημήτριος Δρίβας) یک شناگر اهل یونان است.
از افتخارات وی میتوان به کسب مدال برنز ۱۰۰ متر آزاد ملوانان در بازی‌های المپیک تابستانی ۱۸۹۶ اشاره کرد.